# Tiutiunnîkove, Nedrîhailiv
Tiutiunnîkove (în ucraineană Тютюнникове) este un sat în comuna Korovînți din raionul Nedrîhailiv, regiunea Sumî, Ucraina.

## Demografie
Componența lingvistică a localității Tiutiunnîkove
     Ucraineană (100%)
Conform recensământului din 2001, toată populația localității Tiutiunnîkove era vorbitoare de ucraineană (100%).